# Concerto per clarinetto, viola e orchestra (Bruch)
Il concerto per clarinetto, viola e orchestra in mi minore, op. 88, è un concerto composto da Max Bruch nel 1911 per suo figlio, Max Felix Bruch, ed è stato eseguito per la prima volta nel 1912, da Willy Hess alla viola e Max Felix Bruch al clarinetto. La composizione è strutturata in tre movimenti:
1. Andante con moto
2. Allegro moderato
3. Allegro molto

Una esecuzione dura circa 18-20 minuti. La composizione viene spesso eseguita arrangiata per violino e viola.